# US Open 2021/Herrendoppel-Rollstuhl
Das Herrendoppel (Rollstuhl) der US Open 2021 war ein Rollstuhltenniswettbewerb in New York City und fand vom 9. bis zum 12. September statt.
Vorjahressieger waren Alfie Hewett und Gordon Reid.

## Setzliste
| Nr. | Paarung                        | Erreichte Runde |
| --- | ------------------------------ | --------------- |
| 01. | Alfie Hewett Gordon Reid       | Sieg            |
| 02. | Stéphane Houdet Nicolas Peifer | Halbfinale      |

## Hauptrunde
Zeichenerklärung
- Q = Qualifikant
- WC = Wildcard
- LL = Lucky Loser
- ITF = qualifiziert über ITF-Ranking
- ALT = alternate (Ersatz)
- PR = Protected Ranking
- SE = Special Exempt
- r = retired (Aufgabe)
- d = Disqualifikation
- w.o. = walkover
- [ ] = Match-Tie-Break

|  | Halbfinale | Halbfinale                       | Halbfinale | Halbfinale | Halbfinale |  |  | Finale | Finale                           | Finale | Finale | Finale |
|  |            |                                  |            |            |            |  |  |        |                                  |        |        |        |
|  |            |                                  |            |            |            |  |  |        |                                  |        |        |        |
|  | 1          | Alfie Hewett Gordon Reid         | 6          | 6          |            |  |  |        |                                  |        |        |        |
|  |            | Tom Egberink Casey Ratzlaff      | 1          | 0          |            |  |  |        |                                  |        |        |        |
|  |            |                                  |            |            |            |  |  | 1      | Alfie Hewett Gordon Reid         | 6      | 6      |        |
|  |            |                                  |            |            |            |  |  |        | Gustavo Fernández Shingo Kunieda | 2      | 1      |        |
|  |            | Gustavo Fernández Shingo Kunieda | 6          | 6          |            |  |  |        |                                  |        |        |        |
|  | 2          | Stéphane Houdet Nicolas Peifer   | 4          | 4          |            |  |  |        |                                  |        |        |        |
|  |            |                                  |            |            |            |  |  |        |                                  |        |        |        |